# Обенро (коммуна)
О́бенро (дат. Aabenraa Kommune) — датская коммуна в составе области Южная Дания. Площадь — 941,55 км², что составляет 2,18 % от площади Дании без Гренландии и Фарерских островов. Численность населения на 1 января 2008 года — 60189 чел. (мужчины — 29992, женщины — 30197; иностранные граждане — 4078).

## История
Коммуна была образована в 2007 году из следующих коммун:
- Боу (Bov)
- Лунттофт (Lundtoft)
- Рёдекро (Rødekro)
- Тинглев (Tinglev)
- Обенро (Aabenraa)

## Железнодорожные станции
- Клиплев (Kliplev)
- Падборг (Padborg)
- Рёдекро (Rødekro)
- Тинглев (Tinglev)